# Tour d'Espagne 2023
Le Tour d'Espagne 2023 est la 78e édition du Tour d'Espagne cycliste et se déroule du 26 août au 17 septembre 2023 entre Barcelone et Madrid.
La course est remportée par l'Américain Sepp Kuss de l'équipe Jumbo-Visma. Il s'impose avec 17 secondes d'avance sur son coéquipier danois Jonas Vingegaard et 1 minute et 8 secondes sur son autre coéquipier slovène Primož Roglič, réalisant ainsi un triplé historique pour l'équipe néerlandaise. Le dernier podium avec trois coureurs de la même formation remonte à la Vuelta 1966 avec l’équipe Kas-Kaskol. Jumbo-Visma s'impose par ailleurs dans les trois Grands Tours de l'année 2023. 
Kuss a pris le maillot rouge à l'issue de la huitième étape sans plus jamais le céder soit en portant la tunique de leader pendant treize étapes. Il est le second Américain des États-Unis à remporter la Vuelta après Christopher Horner en 2013.
Dans les autres classements de la course, l'Australien Kaden Groves (Alpecin-Deceuninck) remporte le classement par points, grâce entre autres à ses trois succès d'étapes au sprint. Le Belge Remco Evenepoel (Soudal Quick-Step) gagne le classement de la montagne et trois étapes ainsi que le prix de la combativité. L'Espagnol Juan Ayuso endosse le maillot blanc du meilleur jeune et l'équipe Jumbo-Visma remporte le classement par équipes.

## Présentation

### Généralités
Le 10 janvier 2023, le palais de la musique catalane de Barcelone a accueilli la présentation officielle du parcours de la Vuelta 2023. 
Le grand départ de l'édition 2023 a lieu de Barcelone. C'est la première fois depuis 1962 que la capitale de la Catalogne accueille le départ de la Vuelta. La course quitte deux fois le territoire espagnol : en Andorre pour l'arrivée de la 3e étape et le départ de la 4e étape et en France pour l'arrivée de la 13e étape et le départ de la 14e étape. Comme l'édition précédente à Utrecht, le Tour d'Espagne débute par un contre-la-montre par équipes. Comme en 2022, un seul contre-la-montre individuel est au programme (10e étape). Cette édition est très montagneuse avec dix-huit cols hors catégorie ou de 1re catégorie, huit arrivées au sommet et deux arrivées situées quelques kilomètres après un sommet. Les deux arrivées au sommet les plus redoutables sont celles du col du Tourmalet lors de la 13e étape et de l'Alto de l'Angliru pour la 17e étape. Si les Pyrénées sont abordées à deux moments différents de la course, les parties sud-ouest du pays (Andalousie et Estrémadure) et nord-ouest (Galice) ne sont pas au programme de la Vuelta 2023.

### Parcours

#### Première semaine: de la Catalogne à la région de Murcie
Le Tour d'Espagne 2023 démarre à Barcelone le samedi 26 août par un contre-la-montre par équipes dans les rues de la capitale catalane qui est aussi la ville d'arrivée de la 2e étape dont le départ est donné à Mataró avec un tracé vallonné puis plat en fin d'étape. La 3e étape met le cap au nord pour rejoindre une première fois les Pyrénées et la principauté d'Andorre en terminant par deux cols de 1re catégorie dont la première arrivée au sommet de cette Vuelta à Arinsal. Le lendemain, les coureurs repartent dans l'autre sens en quittant Andorre-la-Vieille pour retourner au bord de la Mer Méditerranée à Tarragone  pour une étape sans grand relief. Le tracé de la 5e étape conduit les coureurs de Morella à Borriana dans la Communauté valencienne en franchissant un col de 2e catégorie à une cinquantaine de kilomètres de l'arrivée. La 6e étape pénètre à l'intérieur des terres valenciennes en se terminant par la montée vers l'Observatoire astronomique de Javalambre avec la deuxième arrivée au sommet de la Vuelta (col de 1re catégorie). La 7e étape reliant Utiel à Oliva présente un profil descendant puis plat jusqu'à l'arrivée située le long de la côte méditerranéenne. L'étape suivante part de Dénia, la station la plus au nord de la Costa Blanca pour rentrer à l'intérieur du pays en escaladant cinq cols répertoriés dont le dernier, Xorret de Cati, col de 1re catégorie, est franchi à trois kilomètres de l'arrivée. La 9e étape part de l'antique ville côtière de Carthagène (région de Murcie), franchit un col de 1re catégorie dans le premier tiers du parcours et se termine au Collado de la Cruz de Caravaca (col de 2e catégorie), troisième arrivée au sommet du Tour d'Espagne 2023. 

#### Deuxième semaine: de la Castille-et-León à la Navarre
Le lundi 4 septembre, les coureurs bénéficient d'une journée de repos mise à profit pour traverser une partie de l'Espagne et rejoindre Valladolid en Castille-et-León où a lieu le lendemain le seul contre-la-montre individuel (25 km) de cette Vuelta. La 11e étape parcourt le plateau de Castille-et-León en restant constamment à une altitude d'environ 1 000 m. Elle est relativement peu accidentée jusqu'à la montée finale vers la Laguna Negra classée comme col de 1re catégorie et quatrième arrivée au sommet de l'édition 2023. Partant d'Ólvega, la 12e étape quitte la région de Castille-et-León pour rejoindre la ville de Saragosse en Aragon par un parcours plat devant faire le bonheur des sprinteurs. La 13e étape retourne dans les Pyrénées pour une courte (137,8 km) mais rude journée constituée uniquement de descentes et de montées. Partant de la localité frontalière de Formigal, le tracé pénètre rapidement en France où se succèdent les ascensions des cols de l'Aubisque, du Soulor, de Spandelles et la cinquième arrivée au sommet de la Vuelta 2023 au mythique col du Tourmalet très régulièrement au programme du Tour de France depuis 1910. Partant de Sauveterre-de-Béarn dans le département français des Pyrénées-Atlantiques, la 14e étape rentre en Espagne après deux cols sur le territoire français et une nouvelle arrivée au sommet par un col de 1re catégorie dans la station de Larra-Belagua en Navarre. La 15e étape présente un profil accidenté à travers la Navarre entre Pampelune à la localité de Lekunberri.

#### Troisième semaine: de la Cantabrie à Madrid
La seconde journée de repos se passe le lundi 11 septembre au bord du Golfe de Gascogne. C'est le long de ce golfe, dans la cité balnéaire de Liencres Playa, à côté de Santander en Cantabrie que la troisième semaine et la 16e étape débutent. Cette étape plate se termine par la montée de Bejes (col de 2e catégorie). La 17e étape est courte (122,6 km) mais très montagneuse dans sa seconde partie avec deux cols de 1re catégorie à gravir avant l'ascension finale et très pentue du redouté Alto de l'Angliru (12,5 km à 10 % dont les 6 derniers kilomètres à 13,1 % de moyenne). La 18e étape franchit cinq cols à travers les Asturies dont celui de 1re catégorie menant à La Cruz de Linares où se situe la huitième et dernière arrivée au sommet de l'édition 2023 de la Vuelta. Le lendemain, l'étape entre La Bañeza et Íscar parcourt les routes plates de la Castille-et-León. La 20e étape est beaucoup plus accidentée, comprenant dix cols, tous de 3e catégorie, à travers la communauté de Madrid entre Manzanares el Real et Guadarrama sur la plus longue distance de ce Tour d'Espagne : 208,4 km. La Vuelta se termine en apothéose le dimanche 17 septembre dans les rues de Madrid par la plus courte étape en ligne (101 km) empruntant un circuit dessiné dans le centre de la capitale espagnole avec une ligne d'arrivée tracée au Paisaje de la Luz.  
En résumé, selon l'organisateur, le Tour d'Espagne 2023 se compose de quatre étapes de plaine, deux étapes de plaine avec arrivée au sommet, six étapes accidentées, sept étapes de montagne, un contre-la-montre par équipes, un contre-la-montre individuel et deux journées de repos.

### Équipes
| WorldTeams (18)- AG2R Citroën Team - Alpecin-Deceuninck - Arkéa-Samsic - Astana Qazaqstan Team - Bahrain Victorious - Bora-Hansgrohe - Team Jayco AlUla - Cofidis - Team DSM-Firmenich - EF Education-EasyPost - Groupama-FDJ - Ineos Grenadiers - Intermarché-Circus-Wanty - Jumbo-Visma - Movistar Team - Soudal Quick-Step - Lidl-Trek - UAE Team Emirates ProTeams (4)- Burgos-BH - Caja Rural-Seguros RGA - Lotto Dstny - TotalEnergies |
| |

### Statistiques sur les coureurs
Chaque équipe est composée de huit coureurs, ce qui porte le nombre de coureurs au départ à 176. Le coureur le plus jeune à s'élancer est Lenny Martinez de la Groupama FDJ, qui le jour du départ aura 20 ans et 46 jours. Le coureur le plus âgé sera Daniel Navarro de l'équipe Burgos BH qui aura 40 ans et 39 jours au moment du départ. L'équipe ayant la moyenne d'âge la plus élevée est l'équipe française AG2R Citroën avec un âge moyen de 29 ans, 5 mois et 21 jours, tandis que l'équipe avec la moyenne d'âge la plus basse est l'équipe émiratie UAE Team Emirates avec un âge moyen de 26 ans 2 mois et 10 jours. Le coureur moyen de ce Tour d'Italie est âgé de 28,34 ans, pèse 67 kilogrammes et mesure 1m83. 
La nation la plus représentée est la France, avec 30 coureurs alignés, devant l'Espagne avec 28 coureurs et la Belgique avec 20 coureurs. 29 nationalités composent le peloton parmi lesquels des cyclistes de cinq pays d'Amérique du Sud : Colombie, Équateur, Argentine, Uruguay et Venezuela.
Sur les 176 coureurs au départ, 58 participent à leur première Vuelta et seuls deux, Remco Evenepoel et Primož Roglič ont déjà remporté le classement général. Un seul coureur, l'Américain Sepp Kuss de l'équipe Jumbo-Visma participe aux trois grands tours en 2023, en ayant contribué aux victoires finales de Roglič sur le Giro 2023 et de Jonas Vingegaard sur le Tour de France 2023.
Déjà vainqueurs d'étape sur le Tour de France et le Tour d'Italie dans le passé, Omar Fraile et Lennard Kämna sont en lice sur cette Vuelta pour rejoindre la liste des cyclistes vainqueurs d'étapes sur les trois grands tours.

### Primes
La course attribue les prix suivants. Tous les montants sont en euros.
| Position                     | Position                    | 1er     | 2e     | 3e     | 4e     | 5e     | 6e    | 7e    | 8e    | 9e    | 10e-20e | Total     | Total     |
| Classement général           | Classement final            | 150 000 | 57 985 | 30 000 | 15 000 | 12 500 | 9 000 | 9 000 | 6 000 | 6 000 | 3 800   | 337 285   | 347 785   |
| Classement général           | Leader                      | 500     |        |        |        |        |       |       |       |       |         | 10 500    | 347 785   |
| Par étape                    | Par étape                   | 11 000  | 5 500  | 2 700  | 1 500  | 1 100  | 900   | 900   | 650   | 650   | 360     | 28 860    | 28 860    |
| Classement par points        | Sprints intermédiaires (19) | 550     | 180    | 95     |        |        |       |       |       |       |         | 15 675    | 35 775    |
| Classement par points        | Leader                      | 100     |        |        |        |        |       |       |       |       |         | 2 100     | 35 775    |
| Classement par points        | Classement final            | 11 000  | 5 000  | 2 000  |        |        |       |       |       |       |         | 18 000    | 35 775    |
| Classement de la montagne    | Cima Alberto Fernandez      | 1 000   | 520    |        |        |        |       |       |       |       |         | 1 520     | 50 715    |
| Classement de la montagne    | Col Hors catégorie (4)      | 920     | 615    |        |        |        |       |       |       |       |         | 6 140     | 50 715    |
| Classement de la montagne    | 1re catégorie (13)          | 460     | 310    |        |        |        |       |       |       |       |         | 10 010    | 50 715    |
| Classement de la montagne    | 2e catégorie (10)           | 230     | 155    |        |        |        |       |       |       |       |         | 3 850     | 50 715    |
| Classement de la montagne    | 3e catégorie (21)           | 115     | 80     |        |        |        |       |       |       |       |         | 4 095     | 50 715    |
| Classement de la montagne    | Leader                      | 100     |        |        |        |        |       |       |       |       |         | 2 000     | 50 715    |
| Classement de la montagne    | Classement final            | 13 000  | 6 600  | 3 500  |        |        |       |       |       |       |         | 23 100    | 50 715    |
| Classement du meilleur jeune | Leader                      | 70      |        |        |        |        |       |       |       |       |         | 1 400     | 19 400    |
| Classement du meilleur jeune | Classement final            | 11 000  | 5 000  | 2 000  |        |        |       |       |       |       |         | 18 000    | 19 400    |
| Classement par équipe        | Par étape                   | 400     | 200    | 100    |        |        |       |       |       |       |         | 14 000    | 51 300    |
| Classement par équipe        | Classement final            | 12 500  | 7 500  | 5 500  | 4 300  | 3 200  | 2 200 | 1 100 | 1 100 |       |         | 37 300    | 51 300    |
| Combativité                  | Par étape                   | 200     |        |        |        |        |       |       |       |       |         | 4 000     | 7 000     |
| Combativité                  | Vuelta                      | 3 000   |        |        |        |        |       |       |       |       |         | 3 000     | 7 000     |
| Total                        | Total                       | Total   | Total  | Total  | Total  | Total  | Total | Total | Total | Total | Total   | 1 118 205 | 1 118 205 |

## Favoris

### Classement général
Le  Slovène triple vainqueur des Vueltas 2019, 2020 et 2021 Primož Roglič (Jumbo-Visma) ainsi que son coéquipier danois Jonas Vingegaard, vainqueur des Tours de France 2022 et 2023 forment un binôme faisant figure de grands favoris. Le Belge tenant du titre Remco Evenepoel (Soudal-Quick Step), le Britannique Geraint Thomas (Ineos Grenadiers), deuxième du dernier Tour d'Italie et vainqueur du Tour de France 2018, le Russe Aleksandr Vlasov (Bora-Hansgrohe) ainsi que les Espagnols Juan Ayuso (UAE Team Emirates), troisième l'année précédente et Enric Mas (Movistar), deuxième de la Vuelta en 2018, 2021 et 2022 sont également favoris pour la victoire finale.
Parmi les outsiders, on peut citer le jeune Belge Cian Uijtdebroeks (Bora-Hansgrohe), vainqueur du Tour de l'Avenir 2022 qui participe à son premier Grand Tour à l'instar du jeune Français Lenny Martinez (Groupama-FDJ), l'Espagnol Cristian Rodríguez (Arkéa-Samsic) ou encore le Portugais João Almeida (UAE Team Emirates), récent troisième et meilleur jeune du Giro.

### Classement par points
En l'absence de Jasper Philipsen, maillot vert du Tour de France 2023 avec 4 victoires d'étapes, le Français Bryan Coquard de l'équipe Cofidis fait figure de favori, à la lumière de sa troisième place sur le classement par points du Tour de France 2023. L'autre favori est l'Australien Kaden Groves de l'équipe Alpecin-Deceuninck, auréolé d'une victoire au sprint sur la 5ème étape du Tour d'Italie 2023 ainsi que de deux victoires sur le Tour de Catalogne 2023. Le sprinter belge Milan Menten de l'équipe Lotto Dstny fait également figure d'outsider pour des victoires d'étapes au sprint.

### Classement du meilleur jeune
Naturellement, les favoris pour le classement général Remco Evenepoel et Juan Ayuso sont les favoris pour le classement du meilleur jeune. On peut citer également Cian Uijtdebroeks et João Almeida.

## Étapes
| Étape     | Date               | Villes étapes                       |                              | Distance (km)         | Vainqueur d’étape     | Leader du classement général |
| --------- | ------------------ | ----------------------------------- | ---------------------------- | --------------------- | --------------------- | ---------------------------- |
| 1re étape | sam. 26 août       | Barcelone – Barcelone               | Contre-la-montre par équipes | 14,8                  | Team DSM-Firmenich    | Lorenzo Milesi               |
| 2e étape  | dim. 27 août       | Mataró – Barcelone                  | Étape vallonnée              | 181,8                 | Andreas Kron          | Andrea Piccolo               |
| 3e étape  | lun. 28 août       | Súria – Arinsal                     | Étape de montagne            | 158,5                 | Remco Evenepoel       | Remco Evenepoel              |
| 4e étape  | mar. 29 août       | Andorre-la-Vieille – Tarragone      | Étape vallonnée              | 183,6                 | Kaden Groves          | Remco Evenepoel              |
| 5e étape  | mer. 30 août       | Morella – Borriana                  | Étape vallonnée              | 186,2                 | Kaden Groves          | Remco Evenepoel              |
| 6e étape  | jeu. 31 août       | La Vall d'Uixó – Javalambre (es)    | Étape de montagne            | 183,1                 | Sepp Kuss             | Lenny Martinez               |
| 7e étape  | ven. 1er septembre | Utiel – Oliva                       | Étape de plaine              | 200,8                 | Geoffrey Soupe        | Lenny Martinez               |
| 8e étape  | sam. 2 septembre   | Dénia – Xorret de Catí              | Étape de montagne            | 165                   | Primož Roglič         | Sepp Kuss                    |
| 9e étape  | dim. 3 septembre   | Carthagène – Caravaca de la Cruz    | Étape de montagne            | 184,5                 | Lennard Kämna         | Sepp Kuss                    |
|           | lun. 4 septembre   |                                     | Jour de repos                | Journée de repos no 1 | Journée de repos no 1 | Journée de repos no 1        |
| 10e étape | mar. 5 septembre   | Valladolid – Valladolid             | Contre-la-montre individuel  | 25,8                  | Filippo Ganna         | Sepp Kuss                    |
| 11e étape | mer. 6 septembre   | Lerma – Lagune noire d'Urbión       | Étape de moyenne montagne    | 163,2                 | Jesús Herrada         | Sepp Kuss                    |
| 12e étape | jeu. 7 septembre   | Ólvega – Saragosse                  | Étape de plaine              | 150,6                 | Sebastián Molano      | Sepp Kuss                    |
| 13e étape | ven. 8 septembre   | Formigal – Col du Tourmalet         | Étape de montagne            | 134,7                 | Jonas Vingegaard      | Sepp Kuss                    |
| 14e étape | sam. 9 septembre   | Sauveterre-de-Béarn – Larra-Belagua | Étape de montagne            | 156,2                 | Remco Evenepoel       | Sepp Kuss                    |
| 15e étape | dim. 10 septembre  | Pampelune – Lekunberri              | Étape de moyenne montagne    | 158,3                 | Rui Costa             | Sepp Kuss                    |
|           | lun. 11 septembre  |                                     | Jour de repos                | Journée de repos no 2 | Journée de repos no 2 | Journée de repos no 2        |
| 16e étape | mar. 12 septembre  | Liencres – Bejes (es)               | Étape de moyenne montagne    | 120,1                 | Jonas Vingegaard      | Sepp Kuss                    |
| 17e étape | mer. 13 septembre  | Ribadesella – Angliru               | Étape de montagne            | 124,4                 | Primož Roglič         | Sepp Kuss                    |
| 18e étape | jeu. 14 septembre  | Pola de Allande – Cruz de Llinares  | Étape de montagne            | 178,9                 | Remco Evenepoel       | Sepp Kuss                    |
| 19e étape | ven. 15 septembre  | La Bañeza – Íscar                   | Étape de plaine              | 177,1                 | Alberto Dainese       | Sepp Kuss                    |
| 20e étape | sam. 16 septembre  | Manzanares el Real – Guadarrama     | Étape de moyenne montagne    | 207,8                 | Wout Poels            | Sepp Kuss                    |
| 21e étape | dim. 17 septembre  | Hippodrome de la Zarzuela – Madrid  | Étape de plaine              | 101,1                 | Kaden Groves          | Sepp Kuss                    |

## Déroulement de la course

### Première semaine (étapes 1 à 9)
Disputée sous la pluie à Barcelone et organisée sans doute trop tardivement dans la journée (problèmes de visibilité), la 1re étape, un contre-la-montre par équipes, est surtout marquée par la crevaison de Jonas Vingegaard faisant ainsi perdre à l'équipe Jumbo-Visma une trentaine de secondes sur les autres équipes favorites dont les vainqueurs de l'équipe dsm-firmenich et le premier maillot rouge Lorenzo Milesi. Toujours sous la pluie, la 2e étape est neutralisée à 9 km du terme et le maillot rouge échoit à un autre Italien : Andrea Piccolo alors qu'Andreas Kron gagne l'étape. La première étape de montagne (3e étape) se termine en Andorre où les favoris arrivent groupés derrière Remco Evenepoel qui gagne l'étape et s'empare du maillot rouge. Les 4e et 5e étape se disputent au sprint avec un vainqueur identique : Kaden Groves. 
La 6e étape marque un premier tournant dans cette Vuelta 2023. Un important groupe initialement composé d'une quarantaine de coureurs creuse rapidement un écart sur le peloton maillot rouge qui concède environ trois minutes à l'arrivée. Présent parmi ces attaquants, Sepp Kuss, le lieutenant Jumbo-Visma de Primož Roglič et de Jonas Vingegaard gagne l'étape en solitaire et Lenny Martinez, le benjamin du peloton arrivé deuxième, endosse le maillot rouge. Evenepoel perd une trentaine de secondes sur ses principaux adversaires mais préserve sur ceux-ci quelques secondes au classement général. La 7e étape est remportée à l’issue d’un sprint long par Geoffrey Soupe. Le lendemain, la 8e étape montagneuse voit les favoris se neutraliser et Primož Roglič l'emporter devant Remco Evenepoel alors que le maillot rouge échoit sur les épaules de Sepp Kuss. Lennard Kämna, membre de l'échappée, remporte à Caravaca de la Cruz la 9e étape raccourcie pour le chrono de deux kilomètres à cause de coulées de boue sur les routes de la fin du parcours. Les favoris arrivent groupés.

### Deuxième semaine (étapes 10 à 15)
Pendant toute la deuxième semaine, les maillots rouge (Sepp Kuss) et vert (Kaden Groves) ne changent pas de propriétaires. Le contre-la-montre individuel de Valladolid (10e étape) est remporté par Filippo Ganna devant Remco Evenepoel et Primož Roglič alors que Sepp Kuss limite les dégâts en ne concédant qu'une minute et treize secondes à Evenepoel. L'échappée de la 11e étape comprenant 26 hommes va jusqu'à son terme, consacrant Jesús Herrada alors que tous les favoris arrivent dans le même temps à près de six minutes du vainqueur. À Saragosse, Sebastián Molano remporte la 12e étape au sprint. 
La 13e étape presque exclusivement courue en France avec une arrivée au col du Tourmalet est marquée par deux faits majeurs : la grosse défaillance de Remco Evenepoel qui perd plus de 27 minutes et la domination des Jumbo-Visma qui raflent les trois premières places de l'étape gagnée par Jonas Vingegaard devant Kuss et Roglič ainsi que le podium du classement général toujours mené par Kuss désormais devant Roglič et Vingegaard. Le lendemain, Evenepoel prend l'initiative en tête de la course, d'abord au sein d'une échappée d'une vingtaine de coureurs puis en compagnie de Romain Bardet pour terminer seul la 14e étape à Larra-Belagua avec plus de 8 minutes d'avance sur le groupe maillot rouge et endosser le maillot à pois. Le scénario de la veille se répète plus ou moins lors de la 15e étape où l'échappée comprenant encore Evenepoel reprend près de trois minutes aux leaders et voit Rui Costa l'emporter à Lekunberri.

### Troisième semaine (étapes 16 à 21)
La troisième semaine commence avec la confirmation de la mainmise sur la course de l'équipe Jumbo-Visma. La 16e étape est remportée par Jonas Vingegaard qui reprend un peu plus d'une minute à ses équipiers Kuss et Roglič. Le lendemain, au sommet de l'Angliru, c'est au tour de Primož Roglič de s'imposer devant ses deux équipiers après une course animée par Remco Evenepoel. Le Belge repart de plus belle lors de l'étape suivante en s'offrant un long raid dans un groupe d'attaquants ponctué par une échappée solitaire de 29 kilomètres pour gagner une troisième étape et s'assurer le gain du maillot à pois alors que les leaders du classement général se neutralisent, le maillot rouge restant sur les épaules de Sepp Kuss. La 19e étape est gagnée au sprint par Alberto Dainese à Íscar. Une grosse échappée d'une trentaine de coureurs anime la 20e étape. Après la dernière côte, cinq d'entre eux se détachent et se disputent le sprint remporté par Wout Poels devant Evenepoel. Atypique, la dernière étape est remportée à Madrid par Kaden Groves : glissé dans une échappée animée par Evenepoel, le maillot vert signe une troisième victoire sur cette Vuelta 2023.

## Classements

### Classement général final
| \| Classement général \| Classement général \| Classement général \| Classement général \| Classement général \| \| Coureur \| Coureur \| Pays \| Équipe \| Temps \| \| ------------------ \| ------------------ \| ------------------ \| ------------------ \| ------------------ \| \| 1er \| Sepp Kuss \| États-Unis \| Jumbo-Visma \| 76 h 48 min 21 s \| \| 2e \| Jonas Vingegaard \| Danemark \| Jumbo-Visma \| + 17 s \| \| 3e \| Primož Roglič \| Slovénie \| Jumbo-Visma \| + 1 min 08 s \| \| 4e \| Juan Ayuso \| Espagne \| UAE Team Emirates \| + 3 min 18 s \| \| 5e \| Mikel Landa \| Espagne \| Bahrain Victorious \| + 3 min 37 s \| \| 6e \| Enric Mas \| Espagne \| Movistar Team \| + 4 min 14 s \| \| 7e \| Aleksandr Vlasov \| Bannière neutre \| Bora-Hansgrohe \| + 7 min 53 s \| \| 8e \| Cian Uijtdebroeks \| Belgique \| Bora-Hansgrohe \| + 8 min 00 s \| \| 9e \| João Almeida \| Portugal \| UAE Team Emirates \| + 10 min 08 s \| \| 10e \| Santiago Buitrago \| Colombie \| Bahrain Victorious \| + 11 min 38 s \| \| 11e \| Steff Cras \| Belgique \| TotalEnergies \| + 14 min 04 s \| \| 12e \| Remco Evenepoel \| Belgique \| Soudal Quick-Step \| + 16 min 44 s \| \| 13e \| Cristian Rodríguez \| Espagne \| Arkéa-Samsic \| + 22 min 13 s \| \| 14e \| Marc Soler \| Espagne \| UAE Team Emirates \| + 25 min 21 s \| \| 15e \| Wout Poels \| Pays-Bas \| Bahrain Victorious \| + 31 min 00 s \| \| 16e \| Einer Rubio \| Colombie \| Movistar Team \| + 34 min 49 s \| \| 17e \| Juan Pedro López \| Espagne \| Lidl-Trek \| + 35 min 47 s \| \| 18e \| Antonio Tiberi \| Italie \| Bahrain Victorious \| + 50 min 13 s \| \| 19e \| Damiano Caruso \| Italie \| Bahrain Victorious \| + 53 min 47 s \| \| 20e \| Emanuel Buchmann \| Allemagne \| Bora-Hansgrohe \| + 59 min 02 s \| |                    |                 |                    |                  |
| |                    |                 |                    |                  |
| Source : ProCyclingStats |                    |                 |                    |                  |
| Classement général |                    |                 |                    |                  |
| Coureur | Coureur            | Pays            | Équipe             | Temps            |
| 1er | Sepp Kuss          | États-Unis      | Jumbo-Visma        | 76 h 48 min 21 s |
| 2e | Jonas Vingegaard   | Danemark        | Jumbo-Visma        | + 17 s           |
| 3e | Primož Roglič      | Slovénie        | Jumbo-Visma        | + 1 min 08 s     |
| 4e | Juan Ayuso         | Espagne         | UAE Team Emirates  | + 3 min 18 s     |
| 5e | Mikel Landa        | Espagne         | Bahrain Victorious | + 3 min 37 s     |
| 6e | Enric Mas          | Espagne         | Movistar Team      | + 4 min 14 s     |
| 7e | Aleksandr Vlasov   | Bannière neutre | Bora-Hansgrohe     | + 7 min 53 s     |
| 8e | Cian Uijtdebroeks  | Belgique        | Bora-Hansgrohe     | + 8 min 00 s     |
| 9e | João Almeida       | Portugal        | UAE Team Emirates  | + 10 min 08 s    |
| 10e | Santiago Buitrago  | Colombie        | Bahrain Victorious | + 11 min 38 s    |
| 11e | Steff Cras         | Belgique        | TotalEnergies      | + 14 min 04 s    |
| 12e | Remco Evenepoel    | Belgique        | Soudal Quick-Step  | + 16 min 44 s    |
| 13e | Cristian Rodríguez | Espagne         | Arkéa-Samsic       | + 22 min 13 s    |
| 14e | Marc Soler         | Espagne         | UAE Team Emirates  | + 25 min 21 s    |
| 15e | Wout Poels         | Pays-Bas        | Bahrain Victorious | + 31 min 00 s    |
| 16e | Einer Rubio        | Colombie        | Movistar Team      | + 34 min 49 s    |
| 17e | Juan Pedro López   | Espagne         | Lidl-Trek          | + 35 min 47 s    |
| 18e | Antonio Tiberi     | Italie          | Bahrain Victorious | + 50 min 13 s    |
| 19e | Damiano Caruso     | Italie          | Bahrain Victorious | + 53 min 47 s    |
| 20e | Emanuel Buchmann   | Allemagne       | Bora-Hansgrohe     | + 59 min 02 s    |

### Classements annexes finals
| Classement par points | Classement par points | Classement par points | Classement par points | Classement par points |
| Coureur               | Coureur               | Pays                  | Équipe                | Points                |
| --------------------- | --------------------- | --------------------- | --------------------- | --------------------- |
| 1er                   | Kaden Groves          | Australie             | Alpecin-Deceuninck    | 315 pts               |
| 2e                    | Remco Evenepoel       | Belgique              | Soudal Quick-Step     | 236 pts               |
| 3e                    | Andreas Kron          | Danemark              | Lotto Dstny           | 167 pts               |
| 4e                    | Marc Soler            | Espagne               | UAE Team Emirates     | 133 pts               |
| 5e                    | Jonas Vingegaard      | Danemark              | Jumbo-Visma           | 123 pts               |
| 6e                    | Filippo Ganna         | Italie                | Ineos Grenadiers      | 119 pts               |
| 7e                    | Primož Roglič         | Slovénie              | Jumbo-Visma           | 117 pts               |
| 8e                    | Marijn van den Berg   | Pays-Bas              | EF Education-EasyPost | 117 pts               |
| 9e                    | Sepp Kuss             | États-Unis            | Jumbo-Visma           | 112 pts               |
| 10e                   | Juan Ayuso            | Espagne               | UAE Team Emirates     | 105 pts               |

| Classement par points | Classement par points | Classement par points | Classement par points | Classement par points |
| Coureur               | Coureur               | Pays                  | Équipe                | Points                |
| --------------------- | --------------------- | --------------------- | --------------------- | --------------------- |
| 1er                   | Kaden Groves          | Australie             | Alpecin-Deceuninck    | 315 pts               |
| 2e                    | Remco Evenepoel       | Belgique              | Soudal Quick-Step     | 236 pts               |
| 3e                    | Andreas Kron          | Danemark              | Lotto Dstny           | 167 pts               |
| 4e                    | Marc Soler            | Espagne               | UAE Team Emirates     | 133 pts               |
| 5e                    | Jonas Vingegaard      | Danemark              | Jumbo-Visma           | 123 pts               |
| 6e                    | Filippo Ganna         | Italie                | Ineos Grenadiers      | 119 pts               |
| 7e                    | Primož Roglič         | Slovénie              | Jumbo-Visma           | 117 pts               |
| 8e                    | Marijn van den Berg   | Pays-Bas              | EF Education-EasyPost | 117 pts               |
| 9e                    | Sepp Kuss             | États-Unis            | Jumbo-Visma           | 112 pts               |
| 10e                   | Juan Ayuso            | Espagne               | UAE Team Emirates     | 105 pts               |

| Classement de la montagne | Classement de la montagne | Classement de la montagne | Classement de la montagne | Classement de la montagne |
| Coureur                   | Coureur                   | Pays                      | Équipe                    | Points                    |
| ------------------------- | ------------------------- | ------------------------- | ------------------------- | ------------------------- |
| 1er                       | Remco Evenepoel           | Belgique                  | Soudal Quick-Step         | 135 pts                   |
| 2e                        | Jonas Vingegaard          | Danemark                  | Jumbo-Visma               | 51 pts                    |
| 3e                        | Michael Storer            | Australie                 | Groupama-FDJ              | 39 pts                    |
| 4e                        | Romain Bardet             | France                    | Team DSM-Firmenich        | 35 pts                    |
| 5e                        | Primož Roglič             | Slovénie                  | Jumbo-Visma               | 33 pts                    |
| 6e                        | Sepp Kuss                 | États-Unis                | Jumbo-Visma               | 33 pts                    |
| 7e                        | Damiano Caruso            | Italie                    | Bahrain Victorious        | 30 pts                    |
| 8e                        | Andreas Kron              | Danemark                  | Lotto Dstny               | 28 pts                    |
| 9e                        | Eduardo Sepúlveda         | Argentine                 | Lotto Dstny               | 23 pts                    |
| 10e                       | Jesús Herrada             | Espagne                   | Cofidis                   | 22 pts                    |

| Classement de la montagne | Classement de la montagne | Classement de la montagne | Classement de la montagne | Classement de la montagne |
| Coureur                   | Coureur                   | Pays                      | Équipe                    | Points                    |
| ------------------------- | ------------------------- | ------------------------- | ------------------------- | ------------------------- |
| 1er                       | Remco Evenepoel           | Belgique                  | Soudal Quick-Step         | 135 pts                   |
| 2e                        | Jonas Vingegaard          | Danemark                  | Jumbo-Visma               | 51 pts                    |
| 3e                        | Michael Storer            | Australie                 | Groupama-FDJ              | 39 pts                    |
| 4e                        | Romain Bardet             | France                    | Team DSM-Firmenich        | 35 pts                    |
| 5e                        | Primož Roglič             | Slovénie                  | Jumbo-Visma               | 33 pts                    |
| 6e                        | Sepp Kuss                 | États-Unis                | Jumbo-Visma               | 33 pts                    |
| 7e                        | Damiano Caruso            | Italie                    | Bahrain Victorious        | 30 pts                    |
| 8e                        | Andreas Kron              | Danemark                  | Lotto Dstny               | 28 pts                    |
| 9e                        | Eduardo Sepúlveda         | Argentine                 | Lotto Dstny               | 23 pts                    |
| 10e                       | Jesús Herrada             | Espagne                   | Cofidis                   | 22 pts                    |

| Classement du meilleur jeune | Classement du meilleur jeune | Classement du meilleur jeune | Classement du meilleur jeune | Classement du meilleur jeune |
| Coureur                      | Coureur                      | Pays                         | Équipe                       | Temps                        |
| ---------------------------- | ---------------------------- | ---------------------------- | ---------------------------- | ---------------------------- |
| 1er                          | Juan Ayuso                   | Espagne                      | UAE Team Emirates            | 76 h 51 min 46 s             |
| 2e                           | Cian Uijtdebroeks            | Belgique                     | Bora-Hansgrohe               | + 4 min 48 s                 |
| 3e                           | João Almeida                 | Portugal                     | UAE Team Emirates            | + 6 min 43 s                 |
| 4e                           | Santiago Buitrago            | Colombie                     | Bahrain Victorious           | + 8 min 26 s                 |
| 5e                           | Remco Evenepoel              | Belgique                     | Soudal Quick-Step            | + 13 min 19 s                |
| 6e                           | Einer Rubio                  | Colombie                     | Movistar Team                | + 31 min 34 s                |
| 7e                           | Antonio Tiberi               | Italie                       | Bahrain Victorious           | + 46 min 48 s                |
| 8e                           | Attila Valter                | Hongrie                      | Jumbo-Visma                  | + 1 h 02 min 17 s            |
| 9e                           | Lenny Martinez               | France                       | Groupama-FDJ                 | + 1 h 18 min 16 s            |
| 10e                          | Lennert Van Eetvelt          | Belgique                     | Lotto Dstny                  | + 1 h 45 min 27 s            |

| Classement du meilleur jeune | Classement du meilleur jeune | Classement du meilleur jeune | Classement du meilleur jeune | Classement du meilleur jeune |
| Coureur                      | Coureur                      | Pays                         | Équipe                       | Temps                        |
| ---------------------------- | ---------------------------- | ---------------------------- | ---------------------------- | ---------------------------- |
| 1er                          | Juan Ayuso                   | Espagne                      | UAE Team Emirates            | 76 h 51 min 46 s             |
| 2e                           | Cian Uijtdebroeks            | Belgique                     | Bora-Hansgrohe               | + 4 min 48 s                 |
| 3e                           | João Almeida                 | Portugal                     | UAE Team Emirates            | + 6 min 43 s                 |
| 4e                           | Santiago Buitrago            | Colombie                     | Bahrain Victorious           | + 8 min 26 s                 |
| 5e                           | Remco Evenepoel              | Belgique                     | Soudal Quick-Step            | + 13 min 19 s                |
| 6e                           | Einer Rubio                  | Colombie                     | Movistar Team                | + 31 min 34 s                |
| 7e                           | Antonio Tiberi               | Italie                       | Bahrain Victorious           | + 46 min 48 s                |
| 8e                           | Attila Valter                | Hongrie                      | Jumbo-Visma                  | + 1 h 02 min 17 s            |
| 9e                           | Lenny Martinez               | France                       | Groupama-FDJ                 | + 1 h 18 min 16 s            |
| 10e                          | Lennert Van Eetvelt          | Belgique                     | Lotto Dstny                  | + 1 h 45 min 27 s            |

| Classement par équipes | Classement par équipes | Classement par équipes | Classement par équipes |
| Équipe                 | Équipe                 | Pays                   | Temps                  |
| ---------------------- | ---------------------- | ---------------------- | ---------------------- |
| 1re                    | Jumbo-Visma            | Pays-Bas               | 229 h 42 min 26 s      |
| 2e                     | Bahrain Victorious     | Bahreïn                | + 21 min 09 s          |
| 3e                     | Bora-Hansgrohe         | Allemagne              | + 33 min 07 s          |
| 4e                     | UAE Team Emirates      | Émirats arabes unis    | + 33 min 53 s          |
| 5e                     | Movistar Team          | Espagne                | + 2 h 17 min 33 s      |
| 6e                     | Soudal Quick-Step      | Belgique               | + 3 h 18 min 40 s      |
| 7e                     | TotalEnergies          | France                 | + 3 h 25 min 29 s      |
| 8e                     | Groupama-FDJ           | France                 | + 3 h 42 min 37 s      |
| 9e                     | Lidl-Trek              | États-Unis             | + 4 h 00 min 42 s      |
| 10e                    | Arkéa-Samsic           | France                 | + 4 h 23 min 49 s      |

| Classement par équipes | Classement par équipes | Classement par équipes | Classement par équipes |
| Équipe                 | Équipe                 | Pays                   | Temps                  |
| ---------------------- | ---------------------- | ---------------------- | ---------------------- |
| 1re                    | Jumbo-Visma            | Pays-Bas               | 229 h 42 min 26 s      |
| 2e                     | Bahrain Victorious     | Bahreïn                | + 21 min 09 s          |
| 3e                     | Bora-Hansgrohe         | Allemagne              | + 33 min 07 s          |
| 4e                     | UAE Team Emirates      | Émirats arabes unis    | + 33 min 53 s          |
| 5e                     | Movistar Team          | Espagne                | + 2 h 17 min 33 s      |
| 6e                     | Soudal Quick-Step      | Belgique               | + 3 h 18 min 40 s      |
| 7e                     | TotalEnergies          | France                 | + 3 h 25 min 29 s      |
| 8e                     | Groupama-FDJ           | France                 | + 3 h 42 min 37 s      |
| 9e                     | Lidl-Trek              | États-Unis             | + 4 h 00 min 42 s      |
| 10e                    | Arkéa-Samsic           | France                 | + 4 h 23 min 49 s      |

## Évolution des classements

### Règlements
Le classement général, dont le leader porte le maillot rouge, s'établit en additionnant les temps réalisés à chaque étape, puis en ôtant d'éventuelles bonifications (10, 6 et 4 s à l'arrivée des étapes en ligne et 6, 4 et 2 s à chaque point bonus). En cas d'égalité, les critères de départage, dans l'ordre, sont : centièmes de seconde enregistrés lors du contre-la-montre, addition des places obtenues lors de chaque étape, place obtenue lors de la dernière étape.
Le classement par points, dont le leader porte le maillot vert, est l'addition des points attribués à l'arrivée des étapes et aux sprints intermédiaires (20, 17, 15, 13 et 10 points). En cas d'égalité de points, les critères de départage, dans l'ordre, sont : nombre de victoires d'étape, de sprints intermédiaires, classement général.
Le classement du meilleur grimpeur, dont le leader porte le maillot blanc à pois bleu, consiste en l'addition des points obtenus au sommet de la Cima Alberto Fernandez (20, 15 10, 6, 4 et 2 pts) et des ascensions Hors catégorie (15, 10, 6, 4 et 2 pts) et de 1re (10, 6, 4, 2 et 1 pts), 2e (5, 3 et 1 pts) et 3e (3, 2 et 1 pts) catégorie. En cas d'égalité de points, les critères de départage, dans l'ordre, sont : passage en tête au sommet de la Cima Alberto Fernandez, nombre de premières places dans les ascensions Hors catégorie, puis de 1re, ensuite de 2e, enfin de 3e catégorie, classement général.
Le classement du meilleur jeune, dont le leader porte le maillot blanc, est le classement général des coureurs nés depuis le 1er janvier 1997.
Le classement par équipes de l'étape est l'addition des trois meilleurs temps individuels de chaque équipe. En cas d'égalité, les critères de départage, dans l'ordre, sont : addition des places des trois premiers coureurs des équipes concernées, place du meilleur coureur sur l'étape. Calculer le classement par équipes revient à additionner les classements par équipes de chaque étape. En cas d'égalité, les critères de départage, dans l'ordre, sont : nombre de premières places dans le classement par équipes du jour, nombre de deuxièmes places dans le classement par équipes du jour, etc., place au classement général du meilleur coureur des équipes concernées.

### Suivi étape par étape
| Étape              | Vainqueur          | Classement général | Classement par points | Classement de la montagne | Meilleur jeune  | Classement par équipes | Prix de la combativité |
| ------------------ | ------------------ | ------------------ | --------------------- | ------------------------- | --------------- | ---------------------- | ---------------------- |
| 1                  | DSM-Firmenich      | Lorenzo Milesi     | Non décerné           | Non décerné               | Lorenzo Milesi  | DSM-Firmenich          | Non décerné            |
| 2                  | Andreas Kron       | Andrea Piccolo     | Andreas Kron          | Matteo Sobrero            | Andrea Piccolo  | EF Education-EasyPost  | Javier Romo            |
| 3                  | Remco Evenepoel    | Remco Evenepoel    | Andrea Vendrame       | Remco Evenepoel           | Remco Evenepoel | Jumbo-Visma            | Damiano Caruso         |
| 4                  | Kaden Groves       | Remco Evenepoel    | Kaden Groves          | Eduardo Sepúlveda         | Remco Evenepoel | Jumbo-Visma            | Ander Okamika          |
| 5                  | Kaden Groves       | Remco Evenepoel    | Kaden Groves          | Eduardo Sepúlveda         | Remco Evenepoel | Jumbo-Visma            | Eric Fagúndez          |
| 6                  | Sepp Kuss          | Lenny Martinez     | Kaden Groves          | Eduardo Sepúlveda         | Lenny Martinez  | Bahrain Victorious     | Mikel Landa            |
| 7                  | Geoffrey Soupe     | Lenny Martinez     | Kaden Groves          | Eduardo Sepúlveda         | Lenny Martinez  | Bahrain Victorious     | Ander Okamika          |
| 8                  | Primož Roglič      | Sepp Kuss          | Kaden Groves          | Eduardo Sepúlveda         | Lenny Martinez  | Jumbo-Visma            | Oier Lazkano           |
| 9                  | Lennard Kämna      | Sepp Kuss          | Kaden Groves          | Eduardo Sepúlveda         | Lenny Martinez  | Jumbo-Visma            | Jon Barrenetxea        |
| 10                 | Filippo Ganna      | Sepp Kuss          | Kaden Groves          | Eduardo Sepúlveda         | Remco Evenepoel | Jumbo-Visma            | Non décerné            |
| 11                 | Jesús Herrada      | Sepp Kuss          | Kaden Groves          | Jesús Herrada             | Remco Evenepoel | Jumbo-Visma            | José Manuel Díaz       |
| 12                 | Sebastián Molano   | Sepp Kuss          | Kaden Groves          | Jesús Herrada             | Remco Evenepoel | Jumbo-Visma            | Jetse Bol              |
| 13                 | Jonas Vingegaard   | Sepp Kuss          | Kaden Groves          | Jonas Vingegaard          | Juan Ayuso      | Jumbo-Visma            | Michael Storer         |
| 14                 | Remco Evenepoel    | Sepp Kuss          | Kaden Groves          | Remco Evenepoel           | Juan Ayuso      | Jumbo-Visma            | Remco Evenepoel        |
| 15                 | Rui Costa          | Sepp Kuss          | Kaden Groves          | Remco Evenepoel           | Juan Ayuso      | Jumbo-Visma            | Remco Evenepoel        |
| 16                 | Jonas Vingegaard   | Sepp Kuss          | Kaden Groves          | Remco Evenepoel           | Juan Ayuso      | Jumbo-Visma            | Joel Nicolau           |
| 17                 | Primož Roglič      | Sepp Kuss          | Kaden Groves          | Remco Evenepoel           | Juan Ayuso      | Jumbo-Visma            | Remco Evenepoel        |
| 18                 | Remco Evenepoel    | Sepp Kuss          | Kaden Groves          | Remco Evenepoel           | Juan Ayuso      | Jumbo-Visma            | Remco Evenepoel        |
| 19                 | Alberto Dainese    | Sepp Kuss          | Kaden Groves          | Remco Evenepoel           | Juan Ayuso      | Jumbo-Visma            | Michal Schlegel        |
| 20                 | Wout Poels         | Sepp Kuss          | Kaden Groves          | Remco Evenepoel           | Juan Ayuso      | Jumbo-Visma            | Pelayo Sánchez         |
| 21                 | Kaden Groves       | Sepp Kuss          | Kaden Groves          | Remco Evenepoel           | Juan Ayuso      | Jumbo-Visma            | Non décerné            |
| Classements finals | Classements finals | Sepp Kuss          | Kaden Groves          | Remco Evenepoel           | Juan Ayuso      | Jumbo-Visma            | Remco Evenepoel        |

## Liste des participants
| Légende                          | Légende                                                                                                  | Légende                             | Légende                                                                                          |
| -------------------------------- | --- | ----------------------------------- | ------------------------------------------------------------------------------------------------ |
| Num                              | Dossard de départ porté par le coureur sur cette Vuelta                                                  | Pos.                                | Position finale au classement général                                                            |
| Leader du classement général     | Indique le vainqueur du classement général                                                               | Leader du classement de la montagne | Indique le vainqueur du classement de la montagne                                                |
| Leader du classement par points  | Indique le vainqueur du classement par points                                                            | Leader du classement des jeunes     | Indique le vainqueur du classement du meilleur jeune                                             |
| Leader du classement par équipes | Indique la meilleure équipe                                                                              |                                     | Indique un maillot de champion national ou mondial, suivi de sa spécialité                       |
| NP                               | Indique un coureur qui n'a pas pris le départ d'une étape, suivi du numéro de l'étape où il s'est retiré | AB                                  | Indique un coureur qui n'a pas terminé une étape, suivie du numéro de l'étape où il s'est retiré |
| HD                               | Indique un coureur qui a terminé une étape hors des délais, suivi du numéro de l'étape                   | EX                                  | Indique un coureur exclu pour non-respect du règlement                                           |

| Soudal Quick-Step SOQ                           | Soudal Quick-Step SOQ                   | Soudal Quick-Step SOQ |
| ----------------------------------------------- | --------------------------------------- | --------------------- |
| Num                                             | Coureur                                 | Pos                   |
| 1                                               | Remco Evenepoel (BEL) (route et chrono) | 12e                   |
| 2                                               | Andrea Bagioli (ITA)                    | AB-6                  |
| 3                                               | Mattia Cattaneo (ITA)                   | 34e                   |
| 4                                               | Jan Hirt (CZE)                          | 59e                   |
| 5                                               | James Knox (GBR)                        | 65e                   |
| 6                                               | Casper Pedersen (DEN)                   | 140e                  |
| 7                                               | Pieter Serry (BEL)                      | 96e                   |
| 8                                               | Louis Vervaeke (BEL)                    | 33e                   |
| Directeur sportif : Klaas Lodewyck, Iljo Keisse |                                         |                       |

| UAE Team Emirates UAD                                  | UAE Team Emirates UAD       | UAE Team Emirates UAD |
| ------------------------------------------------------ | --------------------------- | --------------------- |
| Num                                                    | Coureur                     | Pos                   |
| 11                                                     | Juan Ayuso (ESP)            | 4e                    |
| 12                                                     | João Almeida (POR) (chrono) | 9e                    |
| 13                                                     | Rui Oliveira (POR)          | 148e                  |
| 14                                                     | Finn Fisher-Black (NZL)     | 40e                   |
| 15                                                     | Sebastián Molano (COL)      | 147e                  |
| 16                                                     | Domen Novak (SLO)           | 138e                  |
| 17                                                     | Marc Soler (ESP)            | 14e                   |
| 18                                                     | Jay Vine (AUS) (chrono)     | AB-6                  |
| Directeur sportif : Tomás Gil, Joxean Fernández Matxín |                             |                       |

| Jumbo-Visma TJV                            | Jumbo-Visma TJV                       | Jumbo-Visma TJV |
| ------------------------------------------ | ------------------------------------- | --------------- |
| Num                                        | Coureur                               | Pos             |
| 21                                         | Primož Roglič (SLO)                   | 3e              |
| 22                                         | Robert Gesink (NED)                   | 52e             |
| 23                                         | Wilco Kelderman (NED)                 | 25e             |
| 24                                         | Sepp Kuss (USA)                       | 1er             |
| 25                                         | Jan Tratnik (SLO)                     | 38e             |
| 26                                         | Attila Valter (HUN) (route et chrono) | 22e             |
| 27                                         | Dylan van Baarle (NED) (route)        | 88e             |
| 28                                         | Jonas Vingegaard (DEN)                | 2e              |
| Directeur sportif : Marc Reef, Addy Engels |                                       |                 |

| Ineos Grenadiers IGD                                | Ineos Grenadiers IGD         | Ineos Grenadiers IGD |
| --------------------------------------------------- | ---------------------------- | -------------------- |
| Num                                                 | Coureur                      | Pos                  |
| 31                                                  | Geraint Thomas (GBR)         | 31e                  |
| 32                                                  | Thymen Arensman (NED)        | AB-7                 |
| 33                                                  | Egan Bernal (COL)            | 55e                  |
| 34                                                  | Jonathan Castroviejo (ESP)   | 60e                  |
| 35                                                  | Laurens De Plus (BEL)        | AB-1                 |
| 36                                                  | Filippo Ganna (ITA) (chrono) | 104e                 |
| 37                                                  | Omar Fraile (ESP)            | 115e                 |
| 38                                                  | Kim Heiduk (GER)             | 139e                 |
| Directeur sportif : Steve Cummings, Christian Knees |                              |                      |

| Bahrain Victorious TBV                              | Bahrain Victorious TBV  | Bahrain Victorious TBV |
| --------------------------------------------------- | ----------------------- | ---------------------- |
| Num                                                 | Coureur                 | Pos                    |
| 41                                                  | Santiago Buitrago (COL) | 10e                    |
| 42                                                  | Damiano Caruso (ITA)    | 19e                    |
| 43                                                  | Matevž Govekar (SLO)    | 133e                   |
| 44                                                  | Kamil Gradek (POL)      | 130e                   |
| 45                                                  | Mikel Landa (ESP)       | 5e                     |
| 46                                                  | Wout Poels (NED)        | 15e                    |
| 47                                                  | Jasha Sütterlin (GER)   | 71e                    |
| 48                                                  | Antonio Tiberi (ITA)    | 18e                    |
| Directeur sportif : Neil Stephens, Xavier Florencio |                         |                        |

| Lidl-Trek LTK                                        | Lidl-Trek LTK                 | Lidl-Trek LTK |
| ---------------------------------------------------- | ----------------------------- | ------------- |
| Num                                                  | Coureur                       | Pos           |
| 51                                                   | Juan Pedro López (ESP)        | 17e           |
| 52                                                   | Julien Bernard (FRA)          | 68e           |
| 53                                                   | Kenny Elissonde (FRA)         | 50e           |
| 54                                                   | Amanuel Ghebreigzabhier (ERI) | 82e           |
| 55                                                   | Bauke Mollema (NED)           | 79e           |
| 56                                                   | Jacopo Mosca (ITA)            | 92e           |
| 57                                                   | Edward Theuns (BEL)           | 128e          |
| 58                                                   | Otto Vergaerde (BEL)          | 113e          |
| Directeur sportif : Yaroslav Popovych, Adriano Baffi |                               |               |

| Groupama-FDJ GFC                                        | Groupama-FDJ GFC      | Groupama-FDJ GFC |
| ------------------------------------------------------- | --------------------- | ---------------- |
| Num                                                     | Coureur               | Pos              |
| 61                                                      | Rudy Molard (FRA)     | 29e              |
| 62                                                      | Lenny Martinez (FRA)  | 24e              |
| 63                                                      | Lewis Askey (GBR)     | 105e             |
| 64                                                      | Clément Davy (FRA)    | 135e             |
| 65                                                      | Lorenzo Germani (ITA) | 85e              |
| 66                                                      | Romain Grégoire (FRA) | 42e              |
| 67                                                      | Michael Storer (AUS)  | 45e              |
| 68                                                      | Samuel Watson (GBR)   | 123e             |
| Directeur sportif : Benoît Vaugrenard, Frédéric Guesdon |                       |                  |

| Bora-Hansgrohe BOH                                          | Bora-Hansgrohe BOH             | Bora-Hansgrohe BOH |
| ----------------------------------------------------------- | ------------------------------ | ------------------ |
| Num                                                         | Coureur                        | Pos                |
| 71                                                          | Aleksandr Vlasov               | 7e                 |
| 72                                                          | Nico Denz (GER)                | 97e                |
| 73                                                          | Emanuel Buchmann (GER) (route) | 20e                |
| 74                                                          | Sergio Higuita (COL)           | 43e                |
| 75                                                          | Lennard Kämna (GER)            | 30e                |
| 76                                                          | Jonas Koch (GER)               | 93e                |
| 77                                                          | Cian Uijtdebroeks (BEL)        | 8e                 |
| 78                                                          | Ben Zwiehoff (GER)             | 35e                |
| Directeur sportif : Jean-Pierre Heynderickx, Bernhard Eisel |                                |                    |

| Alpecin-Deceuninck ADC                                 | Alpecin-Deceuninck ADC    | Alpecin-Deceuninck ADC |
| ------------------------------------------------------ | ------------------------- | ---------------------- |
| Num                                                    | Coureur                   | Pos                    |
| 81                                                     | Kaden Groves (AUS)        | 122e                   |
| 82                                                     | Maurice Ballerstedt (GER) | 143e                   |
| 83                                                     | Tobias Bayer (AUT)        | 141e                   |
| 84                                                     | Samuel Gaze (NZL)         | AB-8                   |
| 85                                                     | Robbe Ghys (BEL)          | NP-13                  |
| 86                                                     | Jimmy Janssens (BEL)      | 112e                   |
| 87                                                     | Jason Osborne (GER)       | 131e                   |
| 88                                                     | Edward Planckaert (BEL)   | 136e                   |
| Directeur sportif : Preben Van Hecke, Frederik Willems |                           |                        |

| Lotto Dstny LTD                               | Lotto Dstny LTD           | Lotto Dstny LTD |
| --------------------------------------------- | ------------------------- | --------------- |
| Num                                           | Coureur                   | Pos             |
| 91                                            | Thomas De Gendt (BEL)     | 99e             |
| 92                                            | Jarrad Drizners (AUS)     | 145e            |
| 93                                            | Sébastien Grignard (BEL)  | 118e            |
| 94                                            | Andreas Kron (DEN)        | 67e             |
| 95                                            | Milan Menten (BEL)        | 142e            |
| 96                                            | Sylvain Moniquet (BEL)    | 94e             |
| 97                                            | Eduardo Sepúlveda (ARG)   | 102e            |
| 98                                            | Lennert Van Eetvelt (BEL) | 32e             |
| Directeur sportif : Mario Aerts, Marc Wauters |                           |                 |

| EF Education-EasyPost EFE                                   | EF Education-EasyPost EFE       | EF Education-EasyPost EFE |
| ----------------------------------------------------------- | ------------------------------- | ------------------------- |
| Num                                                         | Coureur                         | Pos                       |
| 101                                                         | Hugh Carthy (GBR)               | 23e                       |
| 102                                                         | Stefan Bissegger (SUI) (chrono) | 117e                      |
| 103                                                         | Jonathan Caicedo (ECU) (chrono) | 47e                       |
| 104                                                         | Diego Camargo (COL)             | 84e                       |
| 105                                                         | Andrea Piccolo (ITA)            | 69e                       |
| 106                                                         | Sean Quinn (USA)                | 80e                       |
| 107                                                         | Marijn van den Berg (NED)       | 126e                      |
| 108                                                         | Julius van den Berg (NED)       | 120e                      |
| Directeur sportif : Juan Manuel Gárate, Sebastian Langeveld |                                 |                           |

| AG2R Citroën Team ACT                               | AG2R Citroën Team ACT   | AG2R Citroën Team ACT |
| --------------------------------------------------- | ----------------------- | --------------------- |
| Num                                                 | Coureur                 | Pos                   |
| 111                                                 | Mikaël Cherel (FRA)     | 56e                   |
| 112                                                 | Geoffrey Bouchard (FRA) | AB-17                 |
| 113                                                 | Dorian Godon (FRA)      | 51e                   |
| 114                                                 | Paul Lapeira (FRA)      | 109e                  |
| 115                                                 | Damien Touzé (FRA)      | NP-19                 |
| 116                                                 | Andrea Vendrame (ITA)   | 95e                   |
| 117                                                 | Lawrence Warbasse (USA) | 44e                   |
| 118                                                 | Nicolas Prodhomme (FRA) | 27e                   |
| Directeur sportif : Julien Jurdie, Stéphane Goubert |                         |                       |

| Team Jayco AlUla JAY                             | Team Jayco AlUla JAY    | Team Jayco AlUla JAY |
| ------------------------------------------------ | ----------------------- | -------------------- |
| Num                                              | Coureur                 | Pos                  |
| 121                                              | Eddie Dunbar (IRL)      | AB-5                 |
| 122                                              | Felix Engelhardt (GER)  | 70e                  |
| 123                                              | Hagos Welay Berhe (ETH) | NP-16                |
| 124                                              | Michael Hepburn (AUS)   | AB-6                 |
| 125                                              | Jan Maas (NED)          | 137e                 |
| 126                                              | Callum Scotson (AUS)    | AB-13                |
| 127                                              | Matteo Sobrero (ITA)    | 86e                  |
| 128                                              | Filippo Zana (ITA)      | AB-5                 |
| Directeur sportif : Pieter Weening, Rafael Valls |                         |                      |

| Intermarché-Circus-Wanty ICW                           | Intermarché-Circus-Wanty ICW | Intermarché-Circus-Wanty ICW |
| ------------------------------------------------------ | ---------------------------- | ---------------------------- |
| Num                                                    | Coureur                      | Pos                          |
| 131                                                    | Rui Costa (POR)              | 41e                          |
| 132                                                    | Kobe Goossens (BEL)          | NP-5                         |
| 133                                                    | Rune Herregodts (BEL)        | AB-16                        |
| 134                                                    | Julius Johansen (DEN)        | 98e                          |
| 135                                                    | Hugo Page (FRA)              | 127e                         |
| 136                                                    | Rein Taaramäe (EST)          | AB-14                        |
| 137                                                    | Simone Petilli (ITA)         | 58e                          |
| 138                                                    | Boy van Poppel (NED)         | 124e                         |
| Directeur sportif : Pieter Vanspeybrouck, Valerio Piva |                              |                              |

| Movistar Team MOV                                             | Movistar Team MOV          | Movistar Team MOV |
| ------------------------------------------------------------- | -------------------------- | ----------------- |
| Num                                                           | Coureur                    | Pos               |
| 141                                                           | Enric Mas (ESP)            | 6e                |
| 142                                                           | Jorge Arcas (ESP)          | 87e               |
| 143                                                           | Ruben Guerreiro (POR)      | NP-5              |
| 144                                                           | Imanol Erviti (ESP)        | 78e               |
| 145                                                           | Iván García Cortina (ESP)  | 72e               |
| 146                                                           | Oier Lazkano (ESP) (route) | 81e               |
| 147                                                           | Nélson Oliveira (POR)      | 53e               |
| 148                                                           | Einer Rubio (COL)          | 16e               |
| Directeur sportif : José Vicente García Acosta, Pablo Lastras |                            |                   |

| Cofidis COF                                               | Cofidis COF           | Cofidis COF |
| --------------------------------------------------------- | --------------------- | ----------- |
| Num                                                       | Coureur               | Pos         |
| 151                                                       | Jesús Herrada (ESP)   | 83e         |
| 152                                                       | Davide Cimolai (ITA)  | 146e        |
| 153                                                       | François Bidard (FRA) | 125e        |
| 154                                                       | André Carvalho (POR)  | 134e        |
| 155                                                       | Bryan Coquard (FRA)   | NP-5        |
| 156                                                       | Rubén Fernández (ESP) | 54e         |
| 157                                                       | José Herrada (ESP)    | 132e        |
| 158                                                       | Rémy Rochas (FRA)     | 28e         |
| Directeur sportif : Gorka Gerrikagoitia, Bingen Fernández |                       |             |

| Team DSM-Firmenich DSM                                | Team DSM-Firmenich DSM | Team DSM-Firmenich DSM |
| ----------------------------------------------------- | ---------------------- | ---------------------- |
| Num                                                   | Coureur                | Pos                    |
| 161                                                   | Romain Bardet (FRA)    | 21e                    |
| 162                                                   | Romain Combaud (FRA)   | 119e                   |
| 163                                                   | Alberto Dainese (ITA)  | 144e                   |
| 164                                                   | Sean Flynn (GBR)       | 116e                   |
| 165                                                   | Chris Hamilton (AUS)   | 63e                    |
| 166                                                   | Lorenzo Milesi (ITA)   | AB-6                   |
| 167                                                   | Oscar Onley (GBR)      | AB-2                   |
| 168                                                   | Max Poole (GBR)        | 49e                    |
| Directeur sportif : Philip West, Christian Guiberteau |                        |                        |

| Arkéa-Samsic ARK                                      | Arkéa-Samsic ARK         | Arkéa-Samsic ARK |
| ----------------------------------------------------- | ------------------------ | ---------------- |
| Num                                                   | Coureur                  | Pos              |
| 171                                                   | Kévin Vauquelin (FRA)    | AB-15            |
| 172                                                   | Élie Gesbert (FRA)       | 73e              |
| 173                                                   | Hugo Hofstetter (FRA)    | 111e             |
| 174                                                   | Mathis Le Berre (FRA)    | 90e              |
| 175                                                   | Kévin Ledanois (FRA)     | 103e             |
| 176                                                   | Łukasz Owsian (POL)      | 75e              |
| 177                                                   | Michel Ries (LUX)        | 66e              |
| 178                                                   | Cristian Rodríguez (ESP) | 13e              |
| Directeur sportif : Mickaël Leveau, Sébastien Hinault |                          |                  |

| TotalEnergies TEN                                      | TotalEnergies TEN      | TotalEnergies TEN |
| ------------------------------------------------------ | ---------------------- | ----------------- |
| Num                                                    | Coureur                | Pos               |
| 181                                                    | Steff Cras (BEL)       | 11e               |
| 182                                                    | Thomas Bonnet (FRA)    | AB-16             |
| 183                                                    | Fabien Doubey (FRA)    | 36e               |
| 184                                                    | Alan Jousseaume (FRA)  | NP-13             |
| 185                                                    | Pierre Latour (FRA)    | AB-8              |
| 186                                                    | Paul Ourselin (FRA)    | 26e               |
| 187                                                    | Geoffrey Soupe (FRA)   | 101e              |
| 188                                                    | Dries Van Gestel (BEL) | 107e              |
| Directeur sportif : Lylian Lebreton, Dominique Arnould |                        |                   |

| Astana Qazaqstan Team AST                          | Astana Qazaqstan Team AST | Astana Qazaqstan Team AST |
| -------------------------------------------------- | ------------------------- | ------------------------- |
| Num                                                | Coureur                   | Pos                       |
| 191                                                | Samuele Battistella (ITA) | 121e                      |
| 192                                                | David de la Cruz (ESP)    | NP-16                     |
| 193                                                | Luis León Sánchez (ESP)   | 61e                       |
| 194                                                | Javier Romo (ESP)         | NP-10                     |
| 195                                                | Joe Dombrowski (USA)      | 57e                       |
| 196                                                | Vadim Pronskiy (KAZ)      | 91e                       |
| 197                                                | Fabio Felline (ITA)       | 76e                       |
| 198                                                | Andrey Zeits (KAZ)        | 46e                       |
| Directeur sportif : Mario Manzoni, Alexandr Shefer |                           |                           |

| Burgos-BH BBH                                  | Burgos-BH BBH                | Burgos-BH BBH |
| ---------------------------------------------- | ---------------------------- | ------------- |
| Num                                            | Coureur                      | Pos           |
| 201                                            | José Manuel Díaz (ESP)       | 64e           |
| 202                                            | Cyril Barthe (FRA)           | 108e          |
| 203                                            | Jetse Bol (NED)              | 110e          |
| 204                                            | Jesús Ezquerra (ESP)         | 89e           |
| 205                                            | Eric Fagúndez (URU) (chrono) | 129e          |
| 206                                            | Daniel Navarro (ESP)         | 39e           |
| 207                                            | Ander Okamika (ESP)          | 62e           |
| 208                                            | Pelayo Sánchez (ESP)         | 37e           |
| Directeur sportif : Rubén Pérez, Damien Garcia |                              |               |

| Caja Rural-Seguros RGA CJR                                        | Caja Rural-Seguros RGA CJR           | Caja Rural-Seguros RGA CJR |
| ----------------------------------------------------------------- | ------------------------------------ | -------------------------- |
| Num                                                               | Coureur                              | Pos                        |
| 211                                                               | Orluis Aular (VEN) (route et chrono) | NP-13                      |
| 212                                                               | Abel Balderstone (ESP)               | 77e                        |
| 213                                                               | Fernando Barceló (ESP)               | 48e                        |
| 214                                                               | Jon Barrenetxea (ESP)                | 74e                        |
| 215                                                               | Jefferson Cepeda (ECU)               | NP-10                      |
| 216                                                               | David González López (ESP)           | 106e                       |
| 217                                                               | Joel Nicolau (ESP)                   | 100e                       |
| 218                                                               | Michal Schlegel (CZE)                | 114e                       |
| Directeur sportif : José Miguel Fernández Reviejo, Rubén Martínez |                                      |                            |

| Soudal Quick-Step SOQ                           | Soudal Quick-Step SOQ                   | Soudal Quick-Step SOQ |
| ----------------------------------------------- | --------------------------------------- | --------------------- |
| Num                                             | Coureur                                 | Pos                   |
| 1                                               | Remco Evenepoel (BEL) (route et chrono) | 12e                   |
| 2                                               | Andrea Bagioli (ITA)                    | AB-6                  |
| 3                                               | Mattia Cattaneo (ITA)                   | 34e                   |
| 4                                               | Jan Hirt (CZE)                          | 59e                   |
| 5                                               | James Knox (GBR)                        | 65e                   |
| 6                                               | Casper Pedersen (DEN)                   | 140e                  |
| 7                                               | Pieter Serry (BEL)                      | 96e                   |
| 8                                               | Louis Vervaeke (BEL)                    | 33e                   |
| Directeur sportif : Klaas Lodewyck, Iljo Keisse |                                         |                       |

| UAE Team Emirates UAD                                  | UAE Team Emirates UAD       | UAE Team Emirates UAD |
| ------------------------------------------------------ | --------------------------- | --------------------- |
| Num                                                    | Coureur                     | Pos                   |
| 11                                                     | Juan Ayuso (ESP)            | 4e                    |
| 12                                                     | João Almeida (POR) (chrono) | 9e                    |
| 13                                                     | Rui Oliveira (POR)          | 148e                  |
| 14                                                     | Finn Fisher-Black (NZL)     | 40e                   |
| 15                                                     | Sebastián Molano (COL)      | 147e                  |
| 16                                                     | Domen Novak (SLO)           | 138e                  |
| 17                                                     | Marc Soler (ESP)            | 14e                   |
| 18                                                     | Jay Vine (AUS) (chrono)     | AB-6                  |
| Directeur sportif : Tomás Gil, Joxean Fernández Matxín |                             |                       |

| Jumbo-Visma TJV                            | Jumbo-Visma TJV                       | Jumbo-Visma TJV |
| ------------------------------------------ | ------------------------------------- | --------------- |
| Num                                        | Coureur                               | Pos             |
| 21                                         | Primož Roglič (SLO)                   | 3e              |
| 22                                         | Robert Gesink (NED)                   | 52e             |
| 23                                         | Wilco Kelderman (NED)                 | 25e             |
| 24                                         | Sepp Kuss (USA)                       | 1er             |
| 25                                         | Jan Tratnik (SLO)                     | 38e             |
| 26                                         | Attila Valter (HUN) (route et chrono) | 22e             |
| 27                                         | Dylan van Baarle (NED) (route)        | 88e             |
| 28                                         | Jonas Vingegaard (DEN)                | 2e              |
| Directeur sportif : Marc Reef, Addy Engels |                                       |                 |

| Ineos Grenadiers IGD                                | Ineos Grenadiers IGD         | Ineos Grenadiers IGD |
| --------------------------------------------------- | ---------------------------- | -------------------- |
| Num                                                 | Coureur                      | Pos                  |
| 31                                                  | Geraint Thomas (GBR)         | 31e                  |
| 32                                                  | Thymen Arensman (NED)        | AB-7                 |
| 33                                                  | Egan Bernal (COL)            | 55e                  |
| 34                                                  | Jonathan Castroviejo (ESP)   | 60e                  |
| 35                                                  | Laurens De Plus (BEL)        | AB-1                 |
| 36                                                  | Filippo Ganna (ITA) (chrono) | 104e                 |
| 37                                                  | Omar Fraile (ESP)            | 115e                 |
| 38                                                  | Kim Heiduk (GER)             | 139e                 |
| Directeur sportif : Steve Cummings, Christian Knees |                              |                      |

| Bahrain Victorious TBV                              | Bahrain Victorious TBV  | Bahrain Victorious TBV |
| --------------------------------------------------- | ----------------------- | ---------------------- |
| Num                                                 | Coureur                 | Pos                    |
| 41                                                  | Santiago Buitrago (COL) | 10e                    |
| 42                                                  | Damiano Caruso (ITA)    | 19e                    |
| 43                                                  | Matevž Govekar (SLO)    | 133e                   |
| 44                                                  | Kamil Gradek (POL)      | 130e                   |
| 45                                                  | Mikel Landa (ESP)       | 5e                     |
| 46                                                  | Wout Poels (NED)        | 15e                    |
| 47                                                  | Jasha Sütterlin (GER)   | 71e                    |
| 48                                                  | Antonio Tiberi (ITA)    | 18e                    |
| Directeur sportif : Neil Stephens, Xavier Florencio |                         |                        |

| Lidl-Trek LTK                                        | Lidl-Trek LTK                 | Lidl-Trek LTK |
| ---------------------------------------------------- | ----------------------------- | ------------- |
| Num                                                  | Coureur                       | Pos           |
| 51                                                   | Juan Pedro López (ESP)        | 17e           |
| 52                                                   | Julien Bernard (FRA)          | 68e           |
| 53                                                   | Kenny Elissonde (FRA)         | 50e           |
| 54                                                   | Amanuel Ghebreigzabhier (ERI) | 82e           |
| 55                                                   | Bauke Mollema (NED)           | 79e           |
| 56                                                   | Jacopo Mosca (ITA)            | 92e           |
| 57                                                   | Edward Theuns (BEL)           | 128e          |
| 58                                                   | Otto Vergaerde (BEL)          | 113e          |
| Directeur sportif : Yaroslav Popovych, Adriano Baffi |                               |               |

| Groupama-FDJ GFC                                        | Groupama-FDJ GFC      | Groupama-FDJ GFC |
| ------------------------------------------------------- | --------------------- | ---------------- |
| Num                                                     | Coureur               | Pos              |
| 61                                                      | Rudy Molard (FRA)     | 29e              |
| 62                                                      | Lenny Martinez (FRA)  | 24e              |
| 63                                                      | Lewis Askey (GBR)     | 105e             |
| 64                                                      | Clément Davy (FRA)    | 135e             |
| 65                                                      | Lorenzo Germani (ITA) | 85e              |
| 66                                                      | Romain Grégoire (FRA) | 42e              |
| 67                                                      | Michael Storer (AUS)  | 45e              |
| 68                                                      | Samuel Watson (GBR)   | 123e             |
| Directeur sportif : Benoît Vaugrenard, Frédéric Guesdon |                       |                  |

| Bora-Hansgrohe BOH                                          | Bora-Hansgrohe BOH             | Bora-Hansgrohe BOH |
| ----------------------------------------------------------- | ------------------------------ | ------------------ |
| Num                                                         | Coureur                        | Pos                |
| 71                                                          | Aleksandr Vlasov               | 7e                 |
| 72                                                          | Nico Denz (GER)                | 97e                |
| 73                                                          | Emanuel Buchmann (GER) (route) | 20e                |
| 74                                                          | Sergio Higuita (COL)           | 43e                |
| 75                                                          | Lennard Kämna (GER)            | 30e                |
| 76                                                          | Jonas Koch (GER)               | 93e                |
| 77                                                          | Cian Uijtdebroeks (BEL)        | 8e                 |
| 78                                                          | Ben Zwiehoff (GER)             | 35e                |
| Directeur sportif : Jean-Pierre Heynderickx, Bernhard Eisel |                                |                    |

| Alpecin-Deceuninck ADC                                 | Alpecin-Deceuninck ADC    | Alpecin-Deceuninck ADC |
| ------------------------------------------------------ | ------------------------- | ---------------------- |
| Num                                                    | Coureur                   | Pos                    |
| 81                                                     | Kaden Groves (AUS)        | 122e                   |
| 82                                                     | Maurice Ballerstedt (GER) | 143e                   |
| 83                                                     | Tobias Bayer (AUT)        | 141e                   |
| 84                                                     | Samuel Gaze (NZL)         | AB-8                   |
| 85                                                     | Robbe Ghys (BEL)          | NP-13                  |
| 86                                                     | Jimmy Janssens (BEL)      | 112e                   |
| 87                                                     | Jason Osborne (GER)       | 131e                   |
| 88                                                     | Edward Planckaert (BEL)   | 136e                   |
| Directeur sportif : Preben Van Hecke, Frederik Willems |                           |                        |

| Lotto Dstny LTD                               | Lotto Dstny LTD           | Lotto Dstny LTD |
| --------------------------------------------- | ------------------------- | --------------- |
| Num                                           | Coureur                   | Pos             |
| 91                                            | Thomas De Gendt (BEL)     | 99e             |
| 92                                            | Jarrad Drizners (AUS)     | 145e            |
| 93                                            | Sébastien Grignard (BEL)  | 118e            |
| 94                                            | Andreas Kron (DEN)        | 67e             |
| 95                                            | Milan Menten (BEL)        | 142e            |
| 96                                            | Sylvain Moniquet (BEL)    | 94e             |
| 97                                            | Eduardo Sepúlveda (ARG)   | 102e            |
| 98                                            | Lennert Van Eetvelt (BEL) | 32e             |
| Directeur sportif : Mario Aerts, Marc Wauters |                           |                 |

| EF Education-EasyPost EFE                                   | EF Education-EasyPost EFE       | EF Education-EasyPost EFE |
| ----------------------------------------------------------- | ------------------------------- | ------------------------- |
| Num                                                         | Coureur                         | Pos                       |
| 101                                                         | Hugh Carthy (GBR)               | 23e                       |
| 102                                                         | Stefan Bissegger (SUI) (chrono) | 117e                      |
| 103                                                         | Jonathan Caicedo (ECU) (chrono) | 47e                       |
| 104                                                         | Diego Camargo (COL)             | 84e                       |
| 105                                                         | Andrea Piccolo (ITA)            | 69e                       |
| 106                                                         | Sean Quinn (USA)                | 80e                       |
| 107                                                         | Marijn van den Berg (NED)       | 126e                      |
| 108                                                         | Julius van den Berg (NED)       | 120e                      |
| Directeur sportif : Juan Manuel Gárate, Sebastian Langeveld |                                 |                           |

| AG2R Citroën Team ACT                               | AG2R Citroën Team ACT   | AG2R Citroën Team ACT |
| --------------------------------------------------- | ----------------------- | --------------------- |
| Num                                                 | Coureur                 | Pos                   |
| 111                                                 | Mikaël Cherel (FRA)     | 56e                   |
| 112                                                 | Geoffrey Bouchard (FRA) | AB-17                 |
| 113                                                 | Dorian Godon (FRA)      | 51e                   |
| 114                                                 | Paul Lapeira (FRA)      | 109e                  |
| 115                                                 | Damien Touzé (FRA)      | NP-19                 |
| 116                                                 | Andrea Vendrame (ITA)   | 95e                   |
| 117                                                 | Lawrence Warbasse (USA) | 44e                   |
| 118                                                 | Nicolas Prodhomme (FRA) | 27e                   |
| Directeur sportif : Julien Jurdie, Stéphane Goubert |                         |                       |

| Team Jayco AlUla JAY                             | Team Jayco AlUla JAY    | Team Jayco AlUla JAY |
| ------------------------------------------------ | ----------------------- | -------------------- |
| Num                                              | Coureur                 | Pos                  |
| 121                                              | Eddie Dunbar (IRL)      | AB-5                 |
| 122                                              | Felix Engelhardt (GER)  | 70e                  |
| 123                                              | Hagos Welay Berhe (ETH) | NP-16                |
| 124                                              | Michael Hepburn (AUS)   | AB-6                 |
| 125                                              | Jan Maas (NED)          | 137e                 |
| 126                                              | Callum Scotson (AUS)    | AB-13                |
| 127                                              | Matteo Sobrero (ITA)    | 86e                  |
| 128                                              | Filippo Zana (ITA)      | AB-5                 |
| Directeur sportif : Pieter Weening, Rafael Valls |                         |                      |

| Intermarché-Circus-Wanty ICW                           | Intermarché-Circus-Wanty ICW | Intermarché-Circus-Wanty ICW |
| ------------------------------------------------------ | ---------------------------- | ---------------------------- |
| Num                                                    | Coureur                      | Pos                          |
| 131                                                    | Rui Costa (POR)              | 41e                          |
| 132                                                    | Kobe Goossens (BEL)          | NP-5                         |
| 133                                                    | Rune Herregodts (BEL)        | AB-16                        |
| 134                                                    | Julius Johansen (DEN)        | 98e                          |
| 135                                                    | Hugo Page (FRA)              | 127e                         |
| 136                                                    | Rein Taaramäe (EST)          | AB-14                        |
| 137                                                    | Simone Petilli (ITA)         | 58e                          |
| 138                                                    | Boy van Poppel (NED)         | 124e                         |
| Directeur sportif : Pieter Vanspeybrouck, Valerio Piva |                              |                              |

| Movistar Team MOV                                             | Movistar Team MOV          | Movistar Team MOV |
| ------------------------------------------------------------- | -------------------------- | ----------------- |
| Num                                                           | Coureur                    | Pos               |
| 141                                                           | Enric Mas (ESP)            | 6e                |
| 142                                                           | Jorge Arcas (ESP)          | 87e               |
| 143                                                           | Ruben Guerreiro (POR)      | NP-5              |
| 144                                                           | Imanol Erviti (ESP)        | 78e               |
| 145                                                           | Iván García Cortina (ESP)  | 72e               |
| 146                                                           | Oier Lazkano (ESP) (route) | 81e               |
| 147                                                           | Nélson Oliveira (POR)      | 53e               |
| 148                                                           | Einer Rubio (COL)          | 16e               |
| Directeur sportif : José Vicente García Acosta, Pablo Lastras |                            |                   |

| Cofidis COF                                               | Cofidis COF           | Cofidis COF |
| --------------------------------------------------------- | --------------------- | ----------- |
| Num                                                       | Coureur               | Pos         |
| 151                                                       | Jesús Herrada (ESP)   | 83e         |
| 152                                                       | Davide Cimolai (ITA)  | 146e        |
| 153                                                       | François Bidard (FRA) | 125e        |
| 154                                                       | André Carvalho (POR)  | 134e        |
| 155                                                       | Bryan Coquard (FRA)   | NP-5        |
| 156                                                       | Rubén Fernández (ESP) | 54e         |
| 157                                                       | José Herrada (ESP)    | 132e        |
| 158                                                       | Rémy Rochas (FRA)     | 28e         |
| Directeur sportif : Gorka Gerrikagoitia, Bingen Fernández |                       |             |

| Team DSM-Firmenich DSM                                | Team DSM-Firmenich DSM | Team DSM-Firmenich DSM |
| ----------------------------------------------------- | ---------------------- | ---------------------- |
| Num                                                   | Coureur                | Pos                    |
| 161                                                   | Romain Bardet (FRA)    | 21e                    |
| 162                                                   | Romain Combaud (FRA)   | 119e                   |
| 163                                                   | Alberto Dainese (ITA)  | 144e                   |
| 164                                                   | Sean Flynn (GBR)       | 116e                   |
| 165                                                   | Chris Hamilton (AUS)   | 63e                    |
| 166                                                   | Lorenzo Milesi (ITA)   | AB-6                   |
| 167                                                   | Oscar Onley (GBR)      | AB-2                   |
| 168                                                   | Max Poole (GBR)        | 49e                    |
| Directeur sportif : Philip West, Christian Guiberteau |                        |                        |

| Arkéa-Samsic ARK                                      | Arkéa-Samsic ARK         | Arkéa-Samsic ARK |
| ----------------------------------------------------- | ------------------------ | ---------------- |
| Num                                                   | Coureur                  | Pos              |
| 171                                                   | Kévin Vauquelin (FRA)    | AB-15            |
| 172                                                   | Élie Gesbert (FRA)       | 73e              |
| 173                                                   | Hugo Hofstetter (FRA)    | 111e             |
| 174                                                   | Mathis Le Berre (FRA)    | 90e              |
| 175                                                   | Kévin Ledanois (FRA)     | 103e             |
| 176                                                   | Łukasz Owsian (POL)      | 75e              |
| 177                                                   | Michel Ries (LUX)        | 66e              |
| 178                                                   | Cristian Rodríguez (ESP) | 13e              |
| Directeur sportif : Mickaël Leveau, Sébastien Hinault |                          |                  |

| TotalEnergies TEN                                      | TotalEnergies TEN      | TotalEnergies TEN |
| ------------------------------------------------------ | ---------------------- | ----------------- |
| Num                                                    | Coureur                | Pos               |
| 181                                                    | Steff Cras (BEL)       | 11e               |
| 182                                                    | Thomas Bonnet (FRA)    | AB-16             |
| 183                                                    | Fabien Doubey (FRA)    | 36e               |
| 184                                                    | Alan Jousseaume (FRA)  | NP-13             |
| 185                                                    | Pierre Latour (FRA)    | AB-8              |
| 186                                                    | Paul Ourselin (FRA)    | 26e               |
| 187                                                    | Geoffrey Soupe (FRA)   | 101e              |
| 188                                                    | Dries Van Gestel (BEL) | 107e              |
| Directeur sportif : Lylian Lebreton, Dominique Arnould |                        |                   |

| Astana Qazaqstan Team AST                          | Astana Qazaqstan Team AST | Astana Qazaqstan Team AST |
| -------------------------------------------------- | ------------------------- | ------------------------- |
| Num                                                | Coureur                   | Pos                       |
| 191                                                | Samuele Battistella (ITA) | 121e                      |
| 192                                                | David de la Cruz (ESP)    | NP-16                     |
| 193                                                | Luis León Sánchez (ESP)   | 61e                       |
| 194                                                | Javier Romo (ESP)         | NP-10                     |
| 195                                                | Joe Dombrowski (USA)      | 57e                       |
| 196                                                | Vadim Pronskiy (KAZ)      | 91e                       |
| 197                                                | Fabio Felline (ITA)       | 76e                       |
| 198                                                | Andrey Zeits (KAZ)        | 46e                       |
| Directeur sportif : Mario Manzoni, Alexandr Shefer |                           |                           |

| Burgos-BH BBH                                  | Burgos-BH BBH                | Burgos-BH BBH |
| ---------------------------------------------- | ---------------------------- | ------------- |
| Num                                            | Coureur                      | Pos           |
| 201                                            | José Manuel Díaz (ESP)       | 64e           |
| 202                                            | Cyril Barthe (FRA)           | 108e          |
| 203                                            | Jetse Bol (NED)              | 110e          |
| 204                                            | Jesús Ezquerra (ESP)         | 89e           |
| 205                                            | Eric Fagúndez (URU) (chrono) | 129e          |
| 206                                            | Daniel Navarro (ESP)         | 39e           |
| 207                                            | Ander Okamika (ESP)          | 62e           |
| 208                                            | Pelayo Sánchez (ESP)         | 37e           |
| Directeur sportif : Rubén Pérez, Damien Garcia |                              |               |

| Caja Rural-Seguros RGA CJR                                        | Caja Rural-Seguros RGA CJR           | Caja Rural-Seguros RGA CJR |
| ----------------------------------------------------------------- | ------------------------------------ | -------------------------- |
| Num                                                               | Coureur                              | Pos                        |
| 211                                                               | Orluis Aular (VEN) (route et chrono) | NP-13                      |
| 212                                                               | Abel Balderstone (ESP)               | 77e                        |
| 213                                                               | Fernando Barceló (ESP)               | 48e                        |
| 214                                                               | Jon Barrenetxea (ESP)                | 74e                        |
| 215                                                               | Jefferson Cepeda (ECU)               | NP-10                      |
| 216                                                               | David González López (ESP)           | 106e                       |
| 217                                                               | Joel Nicolau (ESP)                   | 100e                       |
| 218                                                               | Michal Schlegel (CZE)                | 114e                       |
| Directeur sportif : José Miguel Fernández Reviejo, Rubén Martínez |                                      |                            |